# Диди-Губи
Диди-Губи (груз. დიდი გუბი) — село в Грузии, на территории Хонийского муниципалитета края (мхаре) Имеретия.

## География
Село находится в западной части Грузии, в пределах Имеретинской низменности, к западу от реки Губисцкали, на расстоянии приблизительно 3 километров (по прямой) к юго-востоку от города Хони, административного центра муниципалитета. Абсолютная высота — 85 метров над уровнем моря.

## Население
По результатам официальной переписи населения 2014 года, в Диди-Губи проживало 793 человека (393 мужчины и 400 женщин). В национальной структуре населения грузины составляли 99,7 %, русские — 0,15 %, украинцы — 0,15 %.
| Год  | Население, человек |
| ---- | ------------------ |
| 2002 | 816                |
| 2014 | ↘ 793              |